# Noapte cu lună pe Bosfor
Noapte cu lună pe Bosfor (în rusă Лунная ночь на Босфоре, transliterat: Lunnaia noci na Bosfore) este o pictură în ulei realizată în anul 1894 de pictorul rus Ivan Aivazovski. Acest tablou se află expus la Galeria Tretiakov din Moscova.
Acest tablou înfățișează un peisaj nocturn în Strâmtoarea Bosfor, pe care navighează câteva corăbii și bărci. În noaptea cu lună se observă minaretele unei moschei din Istanbul, precum și mai mulți oameni care se plimbă pe cheiurile Bosforului. 